# Loxoblemmus formosanus
Loxoblemmus formosanus är en insektsart som beskrevs av Tokuichi Shiraki 1930. Loxoblemmus formosanus ingår i släktet Loxoblemmus och familjen syrsor. Inga underarter finns listade i Catalogue of Life.